# Pereputinka
Pereputinka (en rus: Перепутинка) és un poble de l'óblast de Saràtov, a Rússia, segons el cens del 2010 tenia 17 habitants. Pertany al districte municipal de Rtísxevo.